# 세종미래고등학교
세종미래고등학교(世宗未來高等學校)는 대한민국 세종특별자치시 부강면 문곡리에 있는 공립 고등학교이다. 

## 학교 연혁
- 1958년 4월 6일 : 부강상업고등학교 개교 (초대 이정근 교장 부임)
- 1966년 6월 2일 : 부강상업고등학교 폐교 및 부강공업고등학교 설립인가
- 1967년 3월 6일 : 부강공업고등학교 개교(응용화학과 1학급)
- 2012년 7월 24일 : 세종하이텍(High-Tech)고등학교로 교명 변경 승인
- 2018년 12월 21일 : 다목적강당 「달미관」 준공
- 2020년 6월 28일 : 후관동 개축 완료(3층, 4,505m2)
- 2021년 3월 1일 : 제25대 최성식 교장 부임
- 2022년 11월 14일 : 세종미래고등학교로 교명 변경 승인
- 2023년 1월 6일 : 제54회 졸업식(졸업생수 50명, 누계 16,465명)
- 2023년 3월 2일 : 코스메디컬과 9명, 베이커리카페과 22명, 로브트로닉스과 8명, 스마트기계과 16명 총 55명 입학

## 설치 학과
- 로보트로닉스과
- 코스메디컬과
- 스마트기계과
- 베이커리카페과

## 참고 자료
- 세종미래고등학교 - 한국교육학술정보원 학교알리미